# Création de la serpentine
Pour plus de détails, voir Fiche technique et Distribution.
Création de la serpentine est un film muet français réalisé par Segundo de Chomón, produit par Pathé Frères et sorti en 1908.
La « serpentine » fait référence à la Danse serpentine, chorégraphie inventée par Loïe Fuller et qui est imitée dans ce film.

## Synopsis
- Création de la Serpentine

## Fiche technique
- Réalisation : Segundo de Chomón
- Genre : Film de danse, Film à trucs
- Durée : 5 minutes
- Licence : Domaine public